# Канчо Роано
Канчо Роано (на испански: Cancho Roano) или Канчо Руано (на испански: Cancho Ruano) е археологически обект в провинция Бадахос (Испания).
Към 21 век е най-добре запазилият се паметник на тартеската цивилизация. Изграден е не по-късно от 6 век пр.н.е., а условно се датира от около 550 г. пр.н.е.. Унищожаването му е не по-късно от 370 г. пр.н.е., и е в резултат на случаен пожар или ритуално опожаряване.
Основният монумент е с квадратна основа, ориентирана на изток. Заобиколен от дълбок ров, пълен с вода, чието ниво на остава непроменено през цялата година. Точното предназначение на сградата е неизвестено, но предвид дълбокия ров около нея, най-вероятно предназначението ѝ било на дворец или храм-светилище.
Археологическите останки са реставрирани в периода 1978-1986 г., след което археологическият паметник е отворен за посетители.